# Škaljari

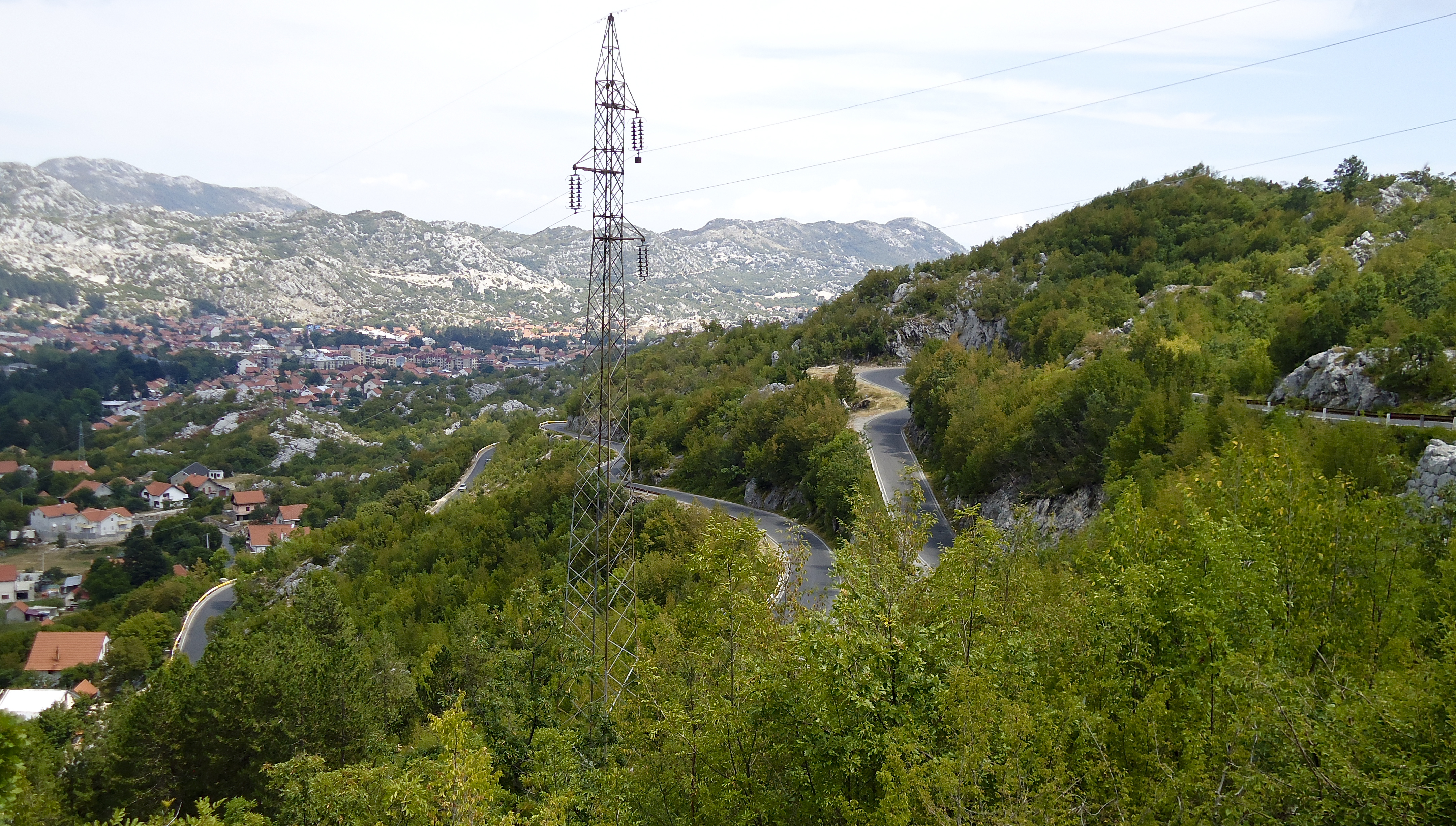
Blick auf Škaljari

Škaljari (kyrillisch Шкаљари) ist eine montenegrinische Kleinstadt in der Gemeinde Kotor. Sie liegt südlich der Stadt Kotor an der gleichnamigen Bucht.